# Bettenkamp
Bettenkamp liegt im südwestlichen Bereich von Moers und ist einer von sechs Ortsteilen, amtlich Wohnplätze genannt, von Kapellen, einem Stadtteil der nordrhein-westfälischen Großstadt Moers im Kreis Wesel. Der Ort, der im südwestlichen Bereich der Stadt Moers liegt, hat 292 Einwohner und gehört zu den kleinen und nur dünn besiedelten Wohnplätzen.

## Lage

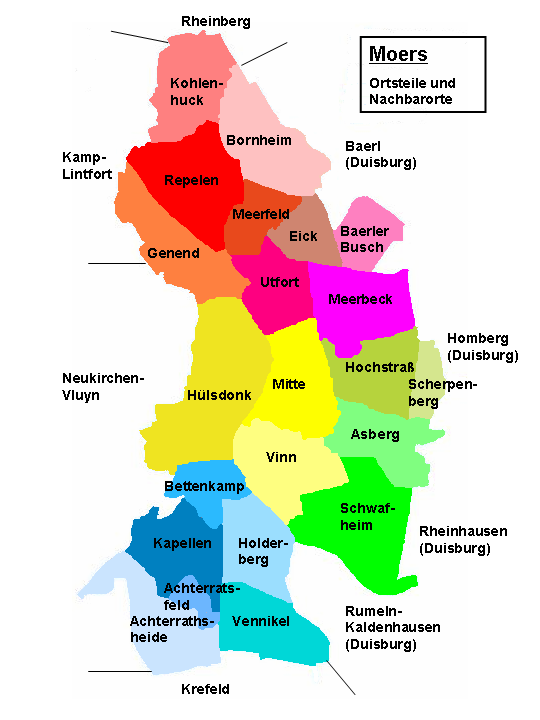
Wohnplätze von Moers:

Die Stadt Neukirchen-Vluyn begrenzt im Westen Bettenkamp, während ansonsten andere Wohngebiete der Stadt Moers den Wohnplatz umgeben. Dies sind im Norden Hülsdonk, im Osten Vinn, im Südosten Holderberg und im Südwesten Kapellen-Mitte. Verkehrstechnisch liegt Bettenkamp an den Autobahnen BAB 40 und BAB 57. Die BAB 40, die von West nach Ost verläuft, ist im Norden mit dem Autobahnkreuz Moers die Grenze zu Hülsdonk. Die Autobahn BAB 57 verläuft von Nord nach Süd und liegt im mittleren Bereich des Ortsgebiets.

## Geschichte
Nachweisbare Spuren von dem zumindest zeitweiligen Aufenthalt von Menschen im Bereich der Gebiete von Bettenkamp gibt es bis zum Ende der Römerzeit am Niederrhein nur wenige. Lediglich an drei Stellen in Bettenkamp gab es bisher Funde. Eine dieser Stellen liegt im Nordosten in der Nähe von Vinn am Moersbach mit drei Steinäxten aus der Steinzeit. Die zweite Stelle liegt im Nordwesten in der Nähe der Ortsgrenze rechts vom Moerskanal. Hier wurden Scherben und gebrannter Hüttenlehm gefunden, die aus der frühen Eisenzeit stammen und ein Hinweis auf eine kurzzeitige menschliche Besiedlung sein dürften. Der dritte Nachweis ist ein Münzfund im Bettenkamper Moor, der aus den letzten Jahrhunderten vor der Eroberung des Niederrheines durch die Römer stammt und ein Hinweis auf eine zumindest zeitweilige Besiedlung des Ortsgebietes durch Kelten und/oder Germanen ist.

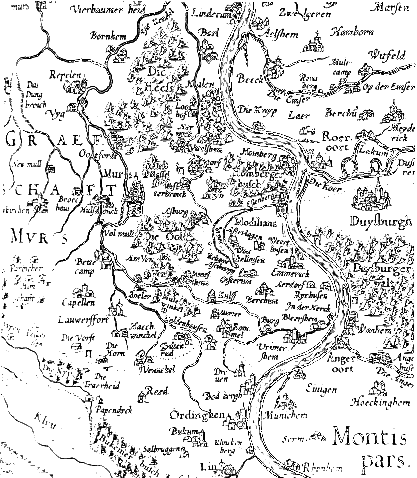
Karte der Grafschaft Moers von Gerhard Mercator 1591 mit „Bettecamp“

Geistlicher Grundbesitz in Bettenkamp durch die Abtei Werden im Frühmittelalter ist ebenfalls nachweisbar. Im Urbar dieser Abtei, das um 900 entstand, wird ein Einzelgut in „Bettinghem“ als Besitz für den Herrenhof Friemersheim angeführt. Neben kleineren Einzelgütern ist im Mittelalter kein größerer Adelssitz oder Rittergut nachweisbar. In einer Beschreibung des Historikers Carl Hirschberg für Anfang des 17. Jahrhunderts werden zwar neben Hülsdonk und Kapellen auch die kleineren Bauerschaften Niepen und Longdonk für diese Gegend angeführt. Bettenkamp fehlt jedoch in dieser Auflistung, weil es vermutlich damals zu Kapellen gezählt wurde.
Da es zu einfachen Bauernhöfen und ihren Bewohnern im Mittelalter fast keine Urkunden gibt, fehlen diese bisher auch für Bettenkamp. Neben dem Hinweis in den schriftlichen Unterlagen von der Abtei Werden um 900 für Bettenkamp ist in der Karte von Mercator 1591 der bäuerliche Weiler Bettenkamp eingezeichnet. Dieser gehörte ab Anfang des 16. Jahrhunderts zum Kirchspiel Kapellen, das für alle umliegenden bäuerlichen Weiler religiöses Zentrum war.
An der bäuerlichen Struktur für Bettenkamp hat sich auch aktuell nichts geändert. In einer Beschreibung des Regierungsbezirks Düsseldorf in der Rheinprovinz von 1836 gehörte der bäuerlich strukturierte Weiler Bettenkamp zur Sammtbürgermeisterei Kapellen mit vier Abteilungen. Eine dieser vier Abteilungen betraf Bettenkamp zusammen mit dem Weiler Hülshorst und einer Wassermühle. Im Weiler Bettenkamp lebten 1834 insgesamt 119 Bewohner in 20 Wohngebäuden. Die Daten für Hülshorst waren 73 Bewohner und 10 Wohngebäude und in der Mühle 7 Bewohner und 1 Haus. Bis auf einer Person, die katholisch war, gehörten alle 198 Bewohner zum protestantischen Glauben. Weiterhin ist eine evangelische Elementarschule in Bettenkamp bereits für 1841 nachweisbar.
An der Zugehörigkeit von Bettenkamp zu Kapellen hat bis zur großen Gemeindereform in Nordrhein-Westfalen 1975 nichts geändert. Am 1. Januar 1975 wurden Kapellen, wie auch ein Teil der Gemeinde Rheinkamp, als neue Stadtteile in die Stadt Moers eingegliedert. Bettenkamp verblieb als Wohnplatz im Stadtteil Kapellen.

## Sehenswürdigkeiten
In der Liste der Baudenkmäler in Moers ist für Bettenkamp kein Baudenkmal aufgeführt.